# فطار فطراني
الفُطار الفُطْراني (والمعروف أيضا بمتلازمة اليبير بازين أو الورم الحبيبي الفطراني)، هو الشكل الأكثر شيوعا الورم اللمفي الجلدي للكريات الليمفاوية التائية. فهو يؤثر على الجلد بشكل عام، ولكن قد يتقدم إلى الداخل مع مرور الوقت.
وكان أول وصف للفطار الفطراني في 1806 من قبل طبيب الأمراض الجلدية الفرنسي جان لوي مارك أليبير [الإنجليزية]. الفطار الفطراني إلى حد ما هو اسم مضلل – وهو يعني " مرض فطري يشبه الفطر"
على الرغم من أن هذا المرض غير معدي فطريا، الا انه لا يعتبر نوع من أنواع لمفومة لاهودجكينية. وقد سمي بذلك لان البرت وصف حالات تورم الجلد الوخيمة بان لها مظهرا يشبه الفطر.

## التاريخ
في عام 1806 كان الطبيب الفرنسي جان لويس البرت أول من وصف للمريض باصابته بمرض الفطار الفطراني.

## الأصول والأسباب
ان سبب مرض الفطار الفطراني غير معروف، ولكن لايعتقد أن يكون سببه وراثيا أو جينيا عند الغالبية العظمى من الحالات المصابة. الا انه قد تم الإبلاغ عن حالة واحدة ممكن ربطها جينيا. وهي أيضا حالة غير معدية.
من النادر ظهور المرض قبل سن العشرين، وقد يشيع ظهوره عند الذكور أكثر منه عند الإناث، وخاصة اولئك الذين تزيد اعمارهم عن الخمسين، حيث يقع من خطر الإصابة عند هذا العمر (خطر الإصابة للشخص الواحد بالنسبة لمجموعة من السكان).
متوسط سن الإصابة بالمرض ما بين 45 إلى 55 للمرضى مع وجود بقع ولويحات، لكنه يزيد عند الأشخاص فوق سن الستين الذين يعانون من الأورام، واحمرار الجلد (البشرة الحمراء) أو مرض أبيضاض الدم (متلازمة سيزاري).
المرض هو مصطلح استثنائي للخلايا التائية CD4، وهو جزء من الجهاز المناعي.
الخلايا التائية هذه هي خلايا مرتبطة بالجلد، لذلك تعتبر من الناحية الكيميائية والبيولوجية هي الأكثر ارتباطا بالجلد، ديناميكيا. الفطار الفطراني: هو النوع الأكثر شيوعا للورم اللِمفي الجلديّ للكريات الليمفاوية التائية(CTCL)، ولكن هناك العديد من الأنواع الأخرى لهذه الخلايا CTCL والتي لا علاقة لها بمرض الفطار الفطراني وبهذه الاضطرابات حيث يتم علاجها بشكل مختلف.

## الأعراض، التشخيص، والمراحل
تظهر اعراض واضحة بشكل قياسي تشتمل على بقع rashlike، اورام، أو افات. الحك (الحكة) وهي شائعة عند المصابين، تقريبا بنسبة 20 % من المرضى، وليس شموليا.
أحيانا يكون التشخيص صعبا لان مراحل المرض الأولى تتشابه في كثير من الأحيان مع الاكزيما أو الصدفية.و كما هو الحال مع أي مرض خطير، فمن المستحسن متابعة رأي المهنية الطبية ان كان مشتبها بالحالة المرضية. عمموما يتم تشخيص المرض من خلال أخذ خزعة من الجلد. وهناك عدة جرعات موصى بها، لتعطي التشخيص أكثر وثوقا.
حيث يتم التشخيص من خلال مزيج من الصور الطبية، والفحوصات التي تؤكد صحتها الخزعة.
في مرحلة المرض، يمكن ترتيب تجارب المرض المتنوعة ليتم تقييم العقد والدم واعضاء الجسم الداخلية، ولكن معظم المرضى الذين يعانون من هذ المرض تنحصر الأعراض عندهم على الجلد، كالبقع (بقع مسطحة) ولويحات (مرتفعة قليلا أو 'التجاعيد' البقع).

## العلاجات والأدوية
يمكن علاج الفطار الفطراني: من خلال مجموعة متنوعة من الطرق.
إذا كان العلاج ناجحا فلن يمكن للمرض ان يتطور من خلال الفحص الطبي الواضح والفحوصات المختلفة.
وهذ ما قد يسمى الإبراء أو التقليص بل يمكن أن يستمر إلى فترة غير محددة. فالعلاج قد يؤدي إلى عدم تطور المرض، في حين انه لايزال موجود، وهذ ما يسمى المرض المستقر فقد يبقى لاجل غير مسمى وفي حالة اشد خطورة. الأمراض قد تتقدم أيضا، فتكتنفه العقد والدم وإلى أعضاء الجسم الداخلية، أو يتحول إلى لمفومة عالي التخصيب.
وتشمل العلاجات الشائعة على أشعة الشمس البسيطة، الأشعة فوق البنفسجية، الستيرويدات الموضعية، والعلاج الكيميائي الموضعي، والعلاج الإشعاعي السطحي الموضعي، مثبطات deacetylas vorinostat، مجموع شعاع الإلكترون لإشعاع الجلد، والعلاجات الشاملة (على سبيل المثال الإنتيرفيرون، الرتينوئيدات، rexinoids) أو العلاجات البيولوجية. وغالبا ما تستخدم في تركيبة العلاج.
ان اختيار العلاج يعتمد عادة على تفضيل المريض من اجل الحصول على العلاج، فضلا عن التوصيات التي يقدمها الأطباء، ومرحلة المرض، التي أنشئت لمقاومة العلاجات السابقة، والحساسية لدى المريض، فالادلة الطبية على فائدة هذه العلاجات اظهرت نتائج ايجابية من حيث نسبة المخاطر، وهلم جرا.
هذا المرض هو مرض خطير غير قابل للشفاء، ولكن يمكن للمرضى تجربة فترات طويلة من ضبط المرض.
ان طبيعة الحياة هي العامل الرئيسي، بالإضافة إلى العلاج، وزيادة فترات سكون المرض أو استقراره، مع التقليل من العلاجات والسميات، وهما الاهتمامات الرئيسية في مجال الرعاية الطبية.
في عام 2010 اصدرت إدارة حكومة الولايات المتحدة للأغذية والدواء علاجا يتيما صمم من اجل مستحضر النالوكسون، ومستقبلات المواد الافيونية الموضوعية تستخدم كعلاج للحكة في الورم اللِمفي الجلديّ للكريات الليمفاوية التائية.